# Eupithecia ligusticata
Eupithecia ligusticata là một loài bướm đêm trong họ Geometridae.